# École nationale supérieure de l'administration (Maroc)
Pour les articles homonymes, voir École nationale d'administration (Maroc), Institut supérieur d'administration, ENA, Ena et Écoles nationales des sciences appliquées.
 (mars 2017).
Si vous disposez d'ouvrages ou d'articles de référence ou si vous connaissez des sites web de qualité traitant du thème abordé ici, merci de compléter l'article en donnant les références utiles à sa vérifiabilité et en les liant à la section « Notes et références ».
L’École Nationale supérieure de l'Administration (ENSA) (en arabe : المدرسة الوطنية  العليا للإدارة est une grande école marocaine créée en 2015. Elle a été mise en place, à la suite de la fusion de l’École nationale d’administration (ENA) et de l’Institut supérieur d'administration.
Elle a la mission de former pour la haute fonction publique au Maroc. L’ENSA est une école d’application, qui se consacre prioritairement à l’enseignement des divers aspects du management de l’administration et qui s’adresse spécifiquement à une clientèle travaillant dans l’administration publique, les établissements publics et les collectivités locales.

## Histoire

### Avant 2015
L’École nationale supérieure d’administration  a  remplacé l’École Nationale d’Administration (ENA) et l'Institut supérieur d'administration. L'ENA et l'ISA se voulaient deux institutions complémentaires : l’ENA, créée en 1948, formait des cadres moyens et supérieurs dans les secteurs de l’administration publique. Quant à l’ISA, créée en 1996, elle formait en deux ans soit des non fonctionnaires titulaires d'un diplôme reconnu équivalent à un bac+5 , soit des cadres travaillant déjà dans administration, les préparant à assumer des fonctions de responsabilité. Après la fusion, l’ENSA est sous la tutelle du chef de gouvernement. Qui est son président du conseil d’administration. Elle a le statut d’établissement public.

## Enseignements

### Formation initiale sur concours

#### Concours
Pour assurer le recrutement de ses élèves, l'ENSA organise tous les ans un concours d'accès ouvert aux:
- Candidats fonctionnaires cadres, âgés de moins de 40 ans et justifiant d’une ancienneté suffisante.

- Candidats non fonctionnaires, âgés de moins de 35 ans, titulaires d’un diplôme de niveau bac+5.

La structure du concours est composée de deux ou trois épreuves écrites, et d'une ou deux épreuves orales.
Afin de permettre aux candidats de préparer au mieux le concours d’accès  au cycle de la formation initiale, l’ENSA organise un cycle préparatoire facultatif (qui ne représente en aucun cas une condition pour passer le concours de l’ENSA). Le programme du cycle préparatoire s’étale sur deux ou trois mois et prend  la forme de conférences thématiques et conférences de méthode animés par des professeurs chercheurs spécialistes en sciences administratives, économiques, juridiques et en gestion publique ainsi que par des praticiens.

#### Cursus
Le cycle de la formation initiale d'une durée de 24 mois, dont 6 mois consacrés aux stages pratiques, a pour vocation de former des cadres à haut potentiel capables d’accomplir les missions de conception, de planification, de suivi et d’évaluation des programmes et des politiques publiques dans différentes administrations, établissements publics  et collectivités territoriales. Le cycle de formation est sanctionné par l’obtention du diplôme de l’école donnant accès, entre autres, à la haute fonction publique. 

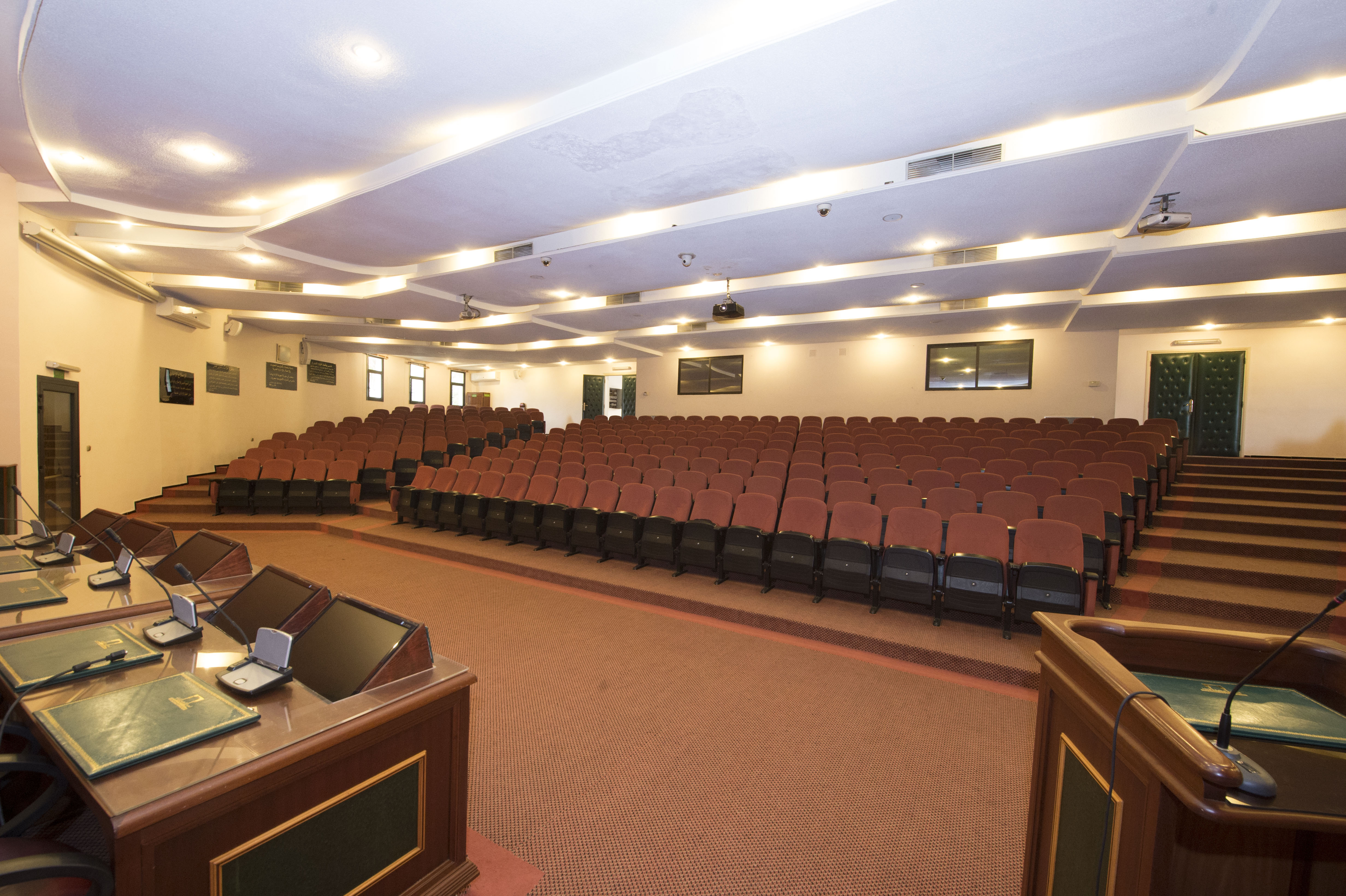
Amphithéâtre

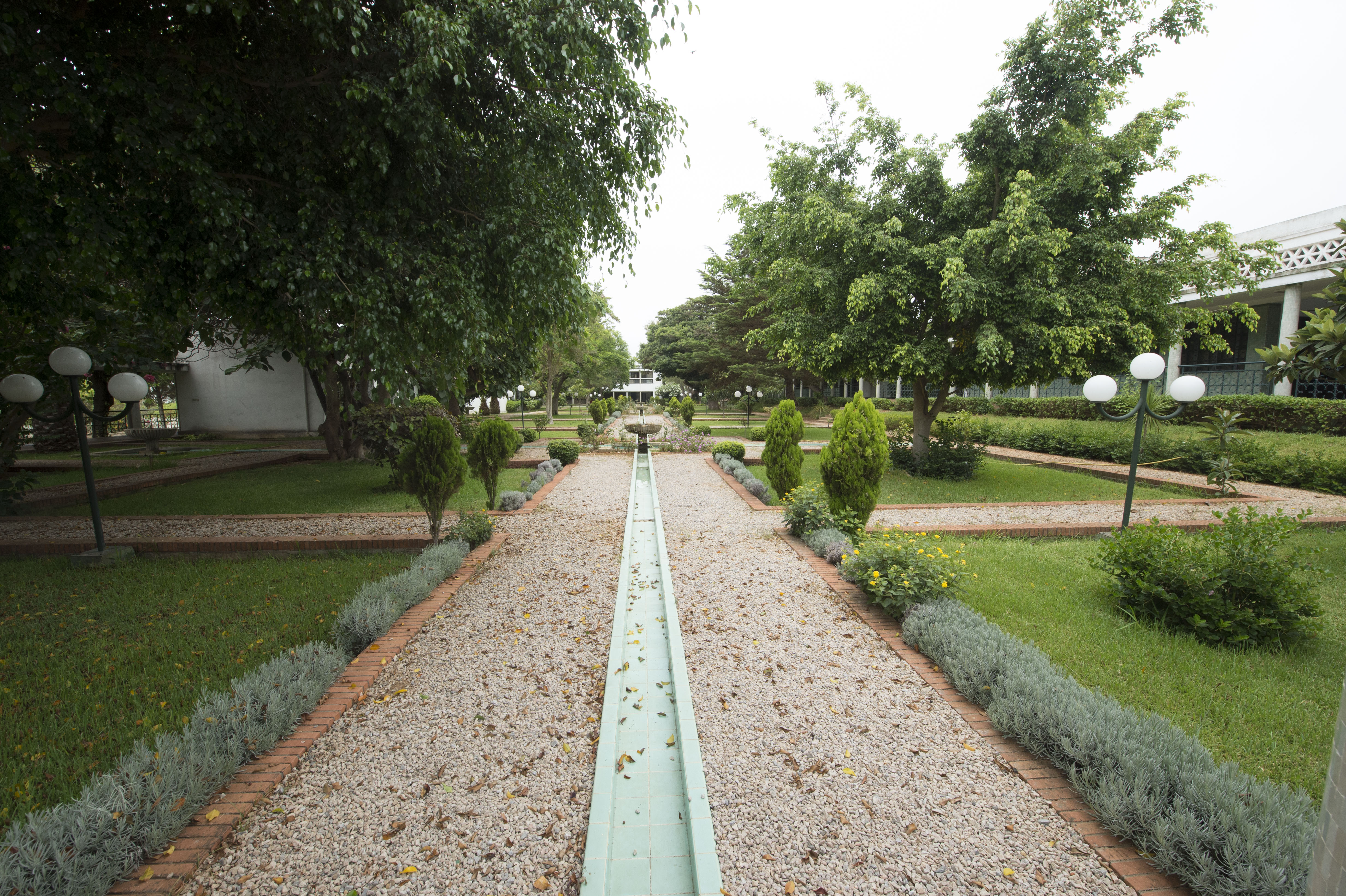
Jardin de l'ENSA Rabat

L'ENSA peut, conformément aux orientations du gouvernement ou en application de conventions internationales, recevoir des  étudiants étrangers dans ses cycles de formation.

#### Débouchés et classement de sortie
Les élèves de l'ENSA intègrent à leur sortie de l'école différents corps de la fonction publique marocaine en fonction de l'excellence de leur résultat.[réf. nécessaire]

### Formation continue
La formation continue à l'ENSA est organisée en sessions de courte durée, destinées aux cadres moyens et supérieurs de la fonction publique.
L'école peut également, dans le cadre des missions, qui lui sont imparties, organiser des sessions de formations continue ou procéder à des expertises ou consultations au profit de pays étrangers et d'organismes internationaux.

## Centres de documentation
L'ENSA dispose d'une bibliothèque constituée de 40 000 ouvrages et d'une centaine de titres de périodiques.
L'ENSA dispose également de l'archive de l’École nationale d’administration (ENA) et de l’Institut supérieur d'administration.

## Administration de l'école
L'ENSA est un établissement public à caractère administratif placé sous la tutelle du Chef de gouvernement. Elle est administrée par un conseil d'administration et gérée par un directeur général. 
Le directeur général de l'école est nommé conformément à la législation et à la réglementation en vigueur relatives à la nomination aux emplois supérieurs, et détient tous les pouvoirs et attributions nécessaires à la gestion de l'école.

### Direction général
Ci-dessous la liste des directeurs généraux de l'ENSA depuis sa création en 2015 :
| Directeur général | Date de nomination |
| ----------------- | ------------------ |
| Rachid Melliani   | 2016               |
| Nada Biaz         | 2023               |